# سفارة فرنسا في اليونان
سفارة فرنسا في اليونان هي أرفع تمثيل دبلوماسي لدولة فرنسا لدى اليونان. تقع السفارة في أثينا وهي تهدف لتعزيز المصالح الفرنسية في اليونان.

## وصلات خارجية
- الموقع الرسمي
- قائمة سفارات فرنسا
- قائمة السفارات في اليونان